# Хут, Свенья
Свенья Анетта Хут (нем. Svenja Anette Huth; род. 25 января 1991, Альценау, Бавария) — немецкая футболистка, выступающая на позиции полузащитника за немецкий клуб «Вольфсбург» в Женской Бундеслиге и за женскую сборную Германии.

## Карьера

### Клубная карьера
Свенья Хут дебютировала в немецкой Женской Бундеслиге 24 февраля 2008 года, выступая за клуб «Франкфурт». В первом же своём сезоне в Бундеслиге она стала её чемпионом в составе своей команды.
Хут провела за «Франкфурт» семь сезонов, дважды выиграв за этот период среди прочего Лигу чемпионов УЕФА. Перед началом сезона 2015/2016 она перешла в потсдамский клуб «Турбине», забив за него 13 голов в рамках Бундеслиги в первом же сезоне (третье место в общем списке бомбардиров турнира).

### Карьера в сборной
Свенья Хут дебютировала за сборную Германии 26 октября 2011 года, выйдя на замену в матче против Швеции.
Она была включена в состав немецкой сборной на олимпийский турнир 2016, где Германия выиграла золотые медали. Первый гол за национальную команду Хут забила 16 сентября 2017 года, открыв счёт в матче отборочного турнира чемпионата мира 2019 против Словении. Она была включена в состав сборной на женский чемпионат Европы 2017 и чемпионат мира 2019 года.

## Голы за сборную
| Голы Хут за сборную Германии | Голы Хут за сборную Германии | Голы Хут за сборную Германии | Голы Хут за сборную Германии | Голы Хут за сборную Германии | Голы Хут за сборную Германии | Голы Хут за сборную Германии |
| #                            | Дата                         | Место                        | Соперник                     | Счёт                         | Итог                         | Соревнование                 |
| ---------------------------- | ---------------------------- | ---------------------------- | ---------------------------- | ---------------------------- | ---------------------------- | ---------------------------- |
| 1.                           | 16 сентября 2017             | Ингольштадт, Германия        | Словения                     | 1:0                          | 6:0                          | отбор чемпионата мира 2019   |
| 2.                           | 24 ноября 2017               | Билефельд, Германия          | Франция                      | 2:0                          | 4:0                          | товарищеский матч            |
| 3.                           | 24 ноября 2017               | Билефельд, Германия          | Франция                      | 4:0                          | 4:0                          | товарищеский матч            |
| 4.                           | 10 июня 2018                 | Гамильтон, Канада            | Канада                       | 1:0                          | 3:2                          | товарищеский матч            |
| 5.                           | 1 сентября 2018              | Рейкьявик, Исландия          | Исландия                     | 1:0                          | 2:0                          | отбор чемпионата мира 2019   |
| 6.                           | 1 сентября 2018              | Рейкьявик, Исландия          | Исландия                     | 2:0                          | 2:0                          | отбор чемпионата мира 2019   |
| 7.                           | 9 апреля 2019                | Падерборн, Германия          | Япония                       | 2:2                          | 2:2                          | товарищеский матч            |
| 8.                           | 31 августа 2019              | Кассель, Германия            | Черногория                   | 1:0                          | 10:0                         | отбор чемпионата Европы 2021 |
| 9.                           | 3 сентября 2019              | Львов, Украина               | Украина                      | 6:0                          | 8:0                          | отбор чемпионата Европы 2021 |

Источник:

## Достижения

### Клубные
- Чемпионка Германии: 2007/08
- Победительница Лиги чемпионов УЕФА: 2007/08, 2014/15
- Обладательница Кубка Германии: 2007/08, 2010/11, 2013/14

### В сборной
- Чемпионка Европы: 2013
  - Серебряный призёр: 2022
- Победительница Кубка Алгарве: 2012
- Чемпионка мира (до 20): 2010
- Чемпионка Европы (до 17): 2008
- Победительница летних Олимпийских игр: 2016

### Индивидуальные
- Золотая медаль Фрица Вальтера: 2010
- Серебряный лавровый лист: 2016